# Rio das Pedras (ilha de São Tomé)
O Rio das Pedras é um curso de água do arquipélago de São Tomé e Príncipe, localizado no distrito de Caué, ilha de São Tomé. Este curso de água corre para Oeste até encontrar o mar entre a Praia da Lança e a Praia Mussacavu.